# Magnus Liljedahl
Magnus Liljedahl (Gotemburgo, 6 de março de 1954) é um velejador estadunidense, campeão olímpico.

## Carreira
Liljedahl consagrou-se campeão olímpico ao vencer a série de regatas da classe Star nos Jogos Olímpicos de Verão de 2000 em Sydney ao lado de Mark Reynolds.